# Крокодил (локомотив)

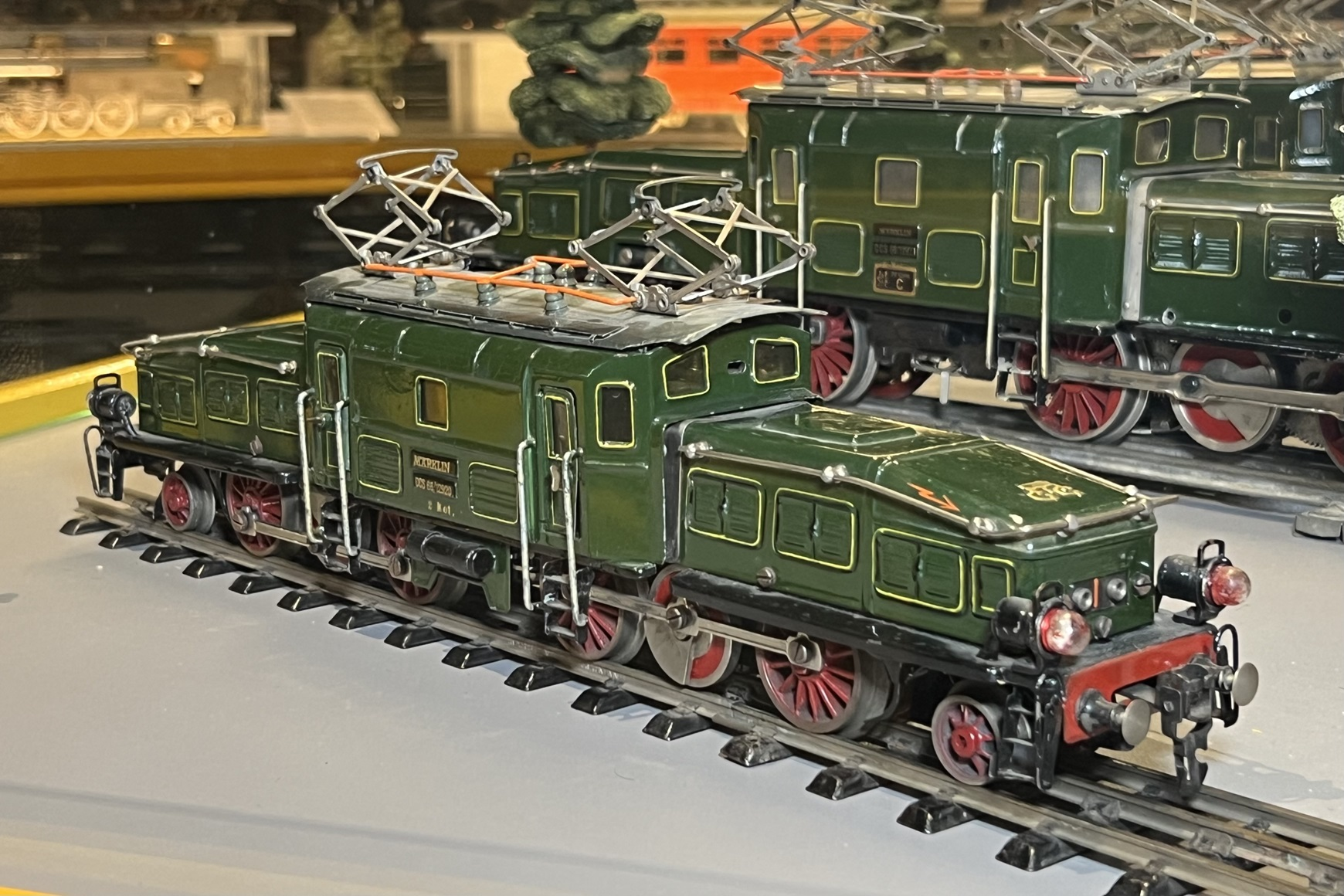
Происхождение термина крокодиловый локомотив, Märklin 0-gauge item CCS 66/12920, в Технораме в Швейцарии, 2024 год

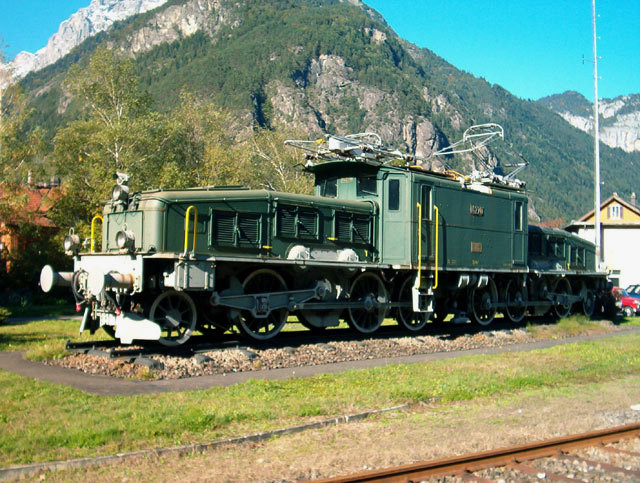
Крокодил Ce 6/8 II в Эрстфельде

Крокодил — тип электровозов, у которых по концам расположены весьма удлинённые капоты, которые имеют сходство с длинными носами крокодилов, из-за чего данный тип и получил название. Также данный тип локомотива можно отнести к разновидности капотного локомотива. Экипажная часть всех крокодилов состоит из двух тележек, кабины машиниста и часть оборудования (например, тяговый трансформатор) размещены в центре кузова.
Собственно настоящими крокодилами были швейцарские электровозы Ge 6/6 I, Ce 6/8 II и Ce 6/8 III, строившиеся в 1919—1927 гг. и даже окрашенные в зелёные цвета, что только усиливало сходство. Эти электровозы были созданы специально для вождения тяжёлых поездов по Сен-Готардской железной дороге, которая, в свою очередь, имела большое количество кривых с малыми радиусами. Требовались электровозы с большим числом осей, но с малой жёсткой базой, что и привело к решению о создании сочленённых локомотивов. Применение группового привода позволяло применить малое число тяговых двигателей (при увеличении их мощности и размеров), а также несколько повысить силу тяги. Установка кабины машиниста в центре позволило улучшить обзор машинисту и в то же время держать его на некотором отдалении от конца кузова, повышая безопасность на случай столкновения поездов. Из-за формы капота и цвета данные электровозы вскоре получили прозвище Крокодилы, также иногда можно встретить название Швейцарские крокодилы.